# Beurs (stacja metra)
Beurs – główna stacja metra w Rotterdamie, jest stacją węzłową wszystkich linii A (zielonej), B (żółtej), C (czerwonej), D (błękitnej) i E (niebieskiej). Została otwarta 9 lutego 1968. Stacja znajduje się w centrum Rotterdamu, pod Churchillplein.